# São Martinho de Mouros
São Martinho de Mouros es una freguesia portuguesa situada en el municipio de Resende. Según el censo de 2021, tiene una población de 1333 habitantes.